# Kim Dogun
Kim Dogun (hangul: 김도근, handzsa: 金 都根, RR: Kim Do-keun; Kangnung, 1972. március 2. –) dél-koreai válogatott labdarúgó.

## Pályafutása

### Klubcsapatban
1995 és 2000 között a Csonnam Dragons csapatában játszott. 2000-ben Japánba igazolt, ahol először a Verdy Kawasaki, majd a Cerezo Oszaka játékosa volt. 2001 és 2005 között ismét a Csonnam Dragonsban szerepelt. 2005-ben a Szuvon Samsung Bluewings együttesét erősítette. 2006-ban a Gyeongnam FC játékosaként fejezte be a pályafutását. 

### A válogatottban
1993 és 2003 között 22 alkalommal játszott a dél-koreai válogatottban és 1 gólt szerzett. Tagja volt az 1992. évi nyári olimpiai játékokon szereplő válogatott keretének és részt vett az 1998-as világbajnokságon, illetve a 2002-es CONCACAF-aranykupán.